# Адвокатура в России

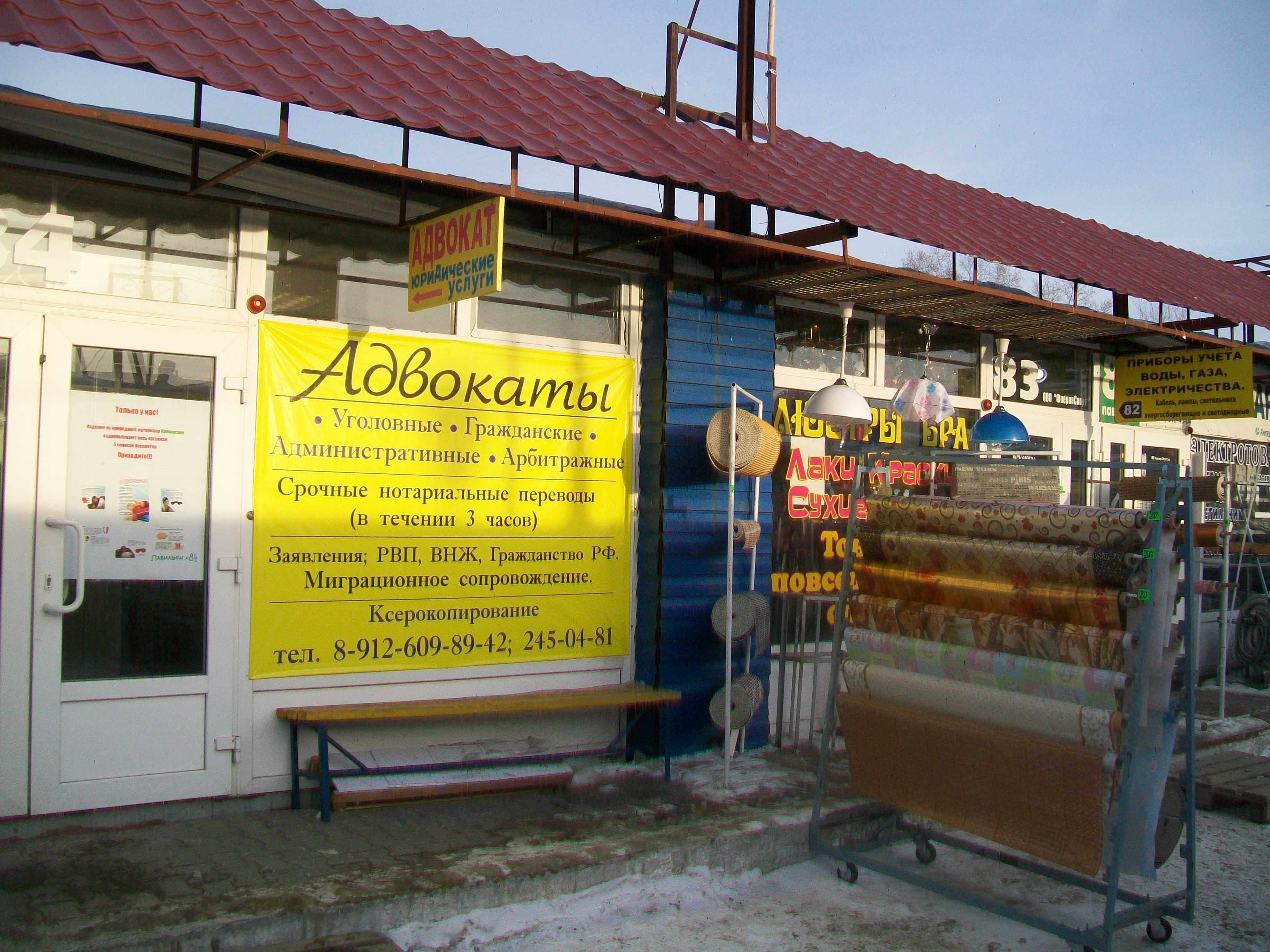
Адвокатское объединение на одном из рынков Екатеринбурга (февраль 2017 года)

Адвокатура — это институциализированное профессиональное сообщество адвокатов, независящее от государства. Также юридический институт в Российской Империи и СССР, известен с XV века как институт поверенных. Каждый при наличии полного высшего юридического образования, двухлетнего стажа и сданного квалификационного экзамена может стать адвокатом. Исключение составляют недееспособные, ограничено-недееспособных лица и лица с непогашенной судимостью или неснятой судимостью за умышленное преступление. Законом, регулирующим адвокатуру, предусмотрено четыре формы деятельности адвокатов: адвокатские кабинеты, адвокатские бюро, юридическая консультация и коллегии адвокатов. Адвокатский кабинет подразумевает индивидуальную работу адвоката и может быть открыт при условии трехлетней практики (открывается только в форме ИП). Адвокатские бюро и коллегии адвокатов предполагает наличие не менее двух адвокатов с своём составе и могут быть зарегистрированы в форме юридического лица.  Юридическая консультация является некоммерческой организацией (например, может предоставлять адвоката по назначению) и учреждается адвокатской палатой субъекта РФ.
Адвокатская палата субъекта РФ является негосударственным, некоммерческим объединением адвокатов в пределах субъекта. В обязанности Адвокатской палаты субъекта входит организация квалификационного экзамена и наделение лица статусом адвоката. Для этого на базе Адвокатской палаты собирается квалификационная комиссия, состоящая из 7 членов адвокатской палаты, двух представителей органов юстиции,  двух от законодательного органа и по одному от высшего судебного органа и арбитражного суда субъекта. Совет адвокатской палаты субъекта РФ является коллегиальным исполнительным органом адвокатской палаты. Совет избирается собранием адвокатов тайным голосованием в количестве не более 15 человек из состава членов адвокатской палаты и подлежит обновлению (ротации) один раз в два года на одну треть. Совет распоряжается имуществом и финансовым балансом палаты, занимается организацией бесплатной помощи гражданам и определяет величину оплаты для адвокатов по назначению, а также рассматривает жалобы на действия адвоката. 
Федеральная палата адвокатов представляет адвокатуру в органах федеральной власти, защищая интересы адвокатов. Для адвокатской палаты субъекта членство в Федеральной палате адвокатов является обязательным. Не реже одного раза в два года, проходит Всероссийский съезд адвокатов. Съезд считается состоявшимся при условии участия не менее двух третей адвокатских палат субъектов. На съезде проводятся выборы в совет адвокатской палаты федерального уровня. На съезде также принимается кодекс профессиональной этики.

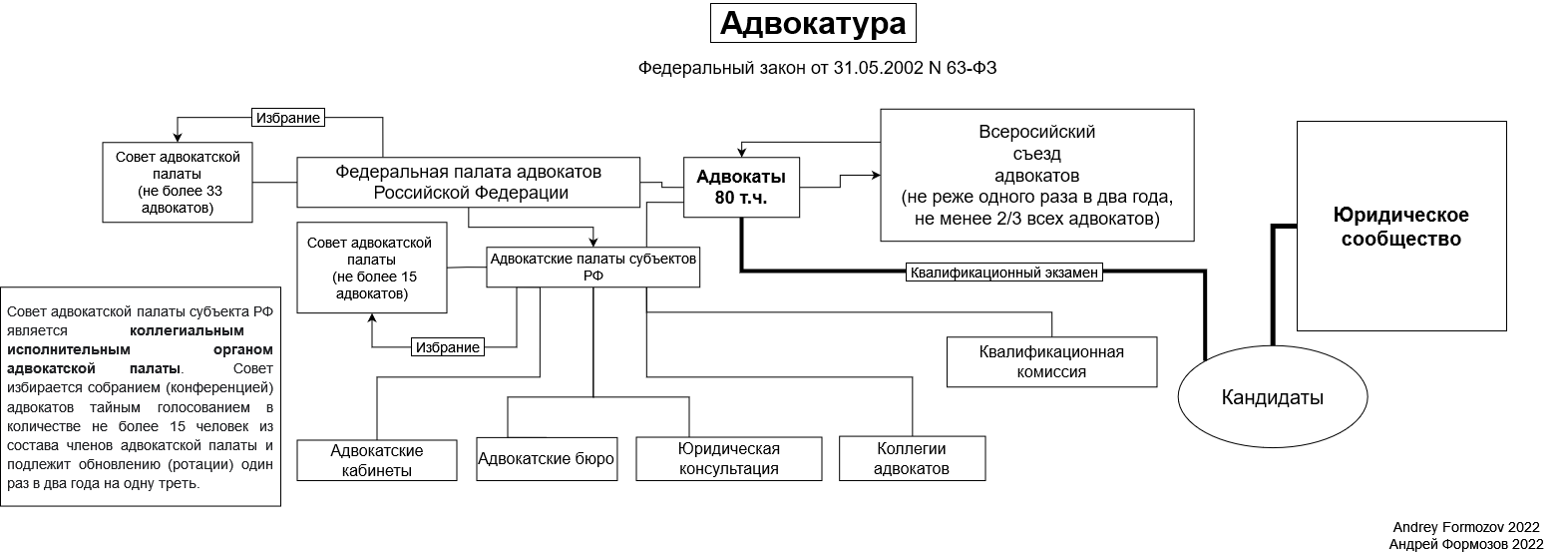
Схема, иллюстрирующая работу адвокатуры в Российской Федерации

## XV—XVI века
О профессиональных поверенных «адвокатуры» впервые упоминается в наших законодательных памятниках XV века. Принцип личной явки в суд продолжает ещё долго господствовать. Исключение представляет древний Новгород, где развитая торговая жизнь вынудила законодателя предоставить всякому право иметь поверенного. По псковской судной грамоте, поверенными могут пользоваться только женщины, дети, дряхлые старики, монахи и глухие. В той же судной грамоте имеется, впрочем, статья, воспрещающая поверенным вести более одного дела в день, откуда можно, по-видимому, заключить, что в действительности деятельность ходатаев едва ли ограничивалась пределами, поставленными ей законом.

## XVII век
Уложение Алексея Михайловича (1649) продолжает стоять на принципе личной явки: ст. 108 кн. Х разрешает истцу и ответчику в случае болезни «в своё место прислать на срок искать или отвечать кому верит». Тем не менее, нельзя сомневаться в существовании ко времени Уложения значительного класса наёмных поверенных, «стряпчих».
По Татищеву, «стряпчие» были трёх родов:
- 1) «подобные камер-юнкерам, которые стряпню за Государем носили (шапку, рукавицы, платок и посох),
- 2) дворцовые служители,
- 3) то самое, что юристы называются, ходили в приказах за делами господ своих и за посторонних из найму».

В указе 1697 года поверенные характеризуются в крайне резких выражениях: «а иные истцы и ответчики, для таких своих коварств и неправды, нанимают за себя в суды и в очные ставки свою братью и боярских детей, ябедников и составщиков же воров и душевредцев, и за теми их воровскими и ябедническими и составными вымыслы и лукавством в вершеньи тех дел правым и маломочным людям в оправдании чинится многая волокита и напрасные харчи и убытки и разоренье» (Полн. Собр. Зак., № 1572). Установившиеся затем порядки судопроизводства (отсутствие гласности и устности, формализм) не могли не повлиять самым печальным образом на развитие нашей адвокатуры. С устранением состязательности из процесса уменьшилась потребность в судебном представительстве, но не уменьшилась потребность в ходатаях, умевших «оборудовать» дела, знавших «ходы в присутственные места и к власть имущим лицам».

## XVIII век
Деятельность поверенных стала закулисной, взятка, донос, кляуза — обычными приёмами ведения дел. В течение XVIII в. правительство ограничивается изданием отдельных строгих указов против ябедничества. Мысль, что причину низкого уровня нашей адвокатуры следует искать в отсутствии организации её, впервые высказана Государственным советом при обсуждении вопроса о допущении чиновников, состоящих на службе, к ведению чужих дел (22 июня 1822 г., Полн. Собр. Зак., № 23072). «В России, — сказано в этом мнении, — нет ещё особого класса стряпчих, как это учреждено в других государствах, которые могли бы удовлетворять сим нуждам граждан, обеспечивая их совершенно как своими познаниями, так и ответственностью по принимаемым ими на себя обязанностями, и которые, будучи избираемы правительством, имели бы некоторую степень в сословиях государственных, а через то и право на общее уважение. Число людей, занимающихся у нас ныне хождением по делам, нигде не служащих, и весьма ограничено, и, можно сказать, весьма неблагонадёжно; ибо люди сии нередко действуют во вред своих верителей».
Свод Законов ограничивался точным определением круга лиц, которым воспрещается хождение по чужим делам. Это были:
- 1) малолетние;
- 2) удельные крестьяне по делам крестьян их ведомства;
- 3) духовные особы;
- 4) монахи и монахини;
- 5) чиновники;
- 6) лица всякого сословия, которые, будучи преданы суду за преступления, наказуемые лишением прав состояния, или отдачей в солдаты, или ссылкой в Сибирь и публичными работами, освобождены от этого наказания по всемилостивейшим манифестам или же остались неоправданными за прекращением дел, вследствие этих манифестов;
- 7) лица, лишённые по суду доброго имени, хотя бы они и не были лишены всех прав состояния;
- 8) лица, подвергшиеся по суду за уголовные преступления телесному наказанию, хотя бы они и не были исключены из городских и сельских обществ;
- 9) чиновники и канцелярские служители, исключённые из службы за преступления или дурное поведение;
- 10) состоящие под надзором полиции и все те, коим за противозаконные поступки запрещено ходатайство по делам.

Всем прочим гражданам предоставлялась полная свобода быть поверенными и вести дела; никакого ценза образовательного или нравственного от поверенных не требовалось, никакой организации им дано не было. Общественное положение их было незавидное. Ходатаи по делам должны были наравне с прочими служащими по вольному найму получать из адресной конторы билеты. Ходатай обязан был предъявлять свой билет лицу, которое нанимало его. Клиент, если оставался доволен службой адвоката, делал соответственную отметку на его билете. Профессор А. В. Лохвицкий, рисуя накануне реформы современных ему ходатаев более высокого пошива, с презрением относившихся к мелким подьячим, признаёт самым невинным недостатком этих аристократов тогдашней адвокатуры то, что они в одно и то же время пишут бумаги и истцу, и ответчику, получая с обеих сторон деньги.
Не менее печальна официальная характеристика адвокатуры, данная самими составителями Судебных Уставов. «Одна из причин бедственного положения нашего судопроизводства, — сказано в журнале Государственного совета 1861 г., № 45, — заключается в том, что лица, имеющие хождение по делам, большей частью люди очень сомнительной нравственности, не имеющие сведений юридических, ни теоретических, ни практических». Во второй половине XIX века (перед судебной реформой) между ходатаями стали появляться и люди другого рода, образованные и честные; но их было немного.

## Адвокатура в Западных губерниях
В значительно лучшем виде представлялось положение адвокатуры на западных окраинах. Польские конституции 1726 и 1764 гг. и постановления Литовского статута требовали, чтобы адвокат принадлежал к дворянскому сословию, имел поместье (посессию), не был замечен ни в каком пороке, знал законы. При вступлении в сословие адвокат обязан был принести присягу. Молодые люди (аппликанты) подготавливались под руководством старейших и опытнейших адвокатов, которые отвечали за них перед судом и законом. Допущение аппликантов в число адвокатов зависело от суда.
По закону 1808 г. адвокаты делились на три разряда:
- патронов, состоявших при судах первой инстанции,
- адвокатов — при апелляционных судах
- меценатов — при кассационном суде.

Допуск к профессии зависел от высшей судебно-административной власти Царства Польского; дисциплинарный надзор принадлежал судам. Организация эта просуществовала в Царстве Польском до 1876 г.
В Прибалтийских губерниях до 1790 г. участие адвокатов в процессе было обязательно; на бумагах, подаваемых в суд, их подписи должны были быть наряду с подписями тяжущихся, «дабы, — сказано в законе (шведском), — тяжущиеся стороны пронырством и обманом неизвестного сочинителя не могли введены быть в убытки». По «Своду местных узаконений губерний остзейских» 1845 г. от лица, желающего получить звание адвоката, требовалась степень магистра или доктора прав; такое лицо, сверх того, подвергалось практическому экзамену при суде. При вступлении в сословие приносилась присяга; число адвокатов определялось комплектом; дисциплинарная власть принадлежала судам, отказ от принятия дела допускался только по законным причинам; дисциплинарными наказаниями были замечание, выговор, арест и отрешение от должности; счета судебных издержек и гонорара проверялись судом. Такая организация существовала в Прибалтийских губерниях до 1889 г.

## Вторая половина XIX века
Мысль о необходимости организации адвокатуры проходит через все стадии подготовительных к судебной реформе работ. В проекте графа Д. Н. Блудова, внесённого в Государственный совет в 1857 г., резко подчёркивается официальный, публичный характер адвокатской деятельности, но оставляется в стороне не менее существенный момент представительства адвокатом частных интересов. Присяжные стряпчие, по проекту, назначаются министром юстиции из лиц, кончивших курс юридических наук и занимавшихся делами в судебных местах 1 и 2 степени. Кандидаты на звание поверенных представляются министру начальниками губерний и председателями палат гражданского суда. При назначении они приводятся к присяге; вести дела бедных они обязаны безвозмездно; размер вознаграждения определяется таксой; непосредственный надзор за поверенными принадлежит председателям судов и губернским прокурорам, высший надзор — министру юстиции. Присяжным стряпчим присваиваются преимущества государственной службы, кроме жалованья и чинов; удаляются они только по приговору суда. Составителями судебных уставов счастливо удалось соединить в созданной ими адвокатуре элементы публичный и частный. Присяжные поверенные отнесены к разряду «вспомогательных» для отправления правосудия «лиц», «участие коих… не только полезно, но даже необходимо». С другой стороны, они представители интересов тяжущихся на суде и действуют на основании полномочий, полученных ими от доверителей.

### Требования к адвокатам
Присяжными поверенными могут быть лица, имеющие аттестаты университетов или других высших учебных заведений об окончании курса юридических наук, если они, сверх того, прослужили не менее 5 лет по судебному ведомству в таких должностях, при исправлении которых могли приобрести практические сведения в производстве судебных дел, или также не менее 5 лет состояли кандидатами на должности по судебному ведомству, или же занимались судебной практикой под руководством присяжных поверенных в качестве их помощников (ст. 354 учр. суд. уст.).
Не могут быть присяжными поверенными следующие лица:
- не достигшие 25-летнего возраста
- иностранцы
- объявленные несостоятельными должниками
- состоящие на службе от правительства или по выборам, за исключением лиц, занимающих почётные или общественные должности без жалованья
- подвергшиеся по судебным приговорам лишению или ограничению прав состояния
- священнослужители, лишённые духовного сана по приговорам духовного суда
- состоящие под следствием за преступления и проступки, влекущие за собой лишение или ограничение прав состояния
- лица под судом за такие преступления или проступки, не оправданы судебными приговорами;
- исключённые из службы по суду, или из духовного ведомства за пороки, или же из среды обществ и дворянских собраний по приговорам тех сословий, к которым они принадлежат;
- лишённые права хождения по чужим делам, а также исключённые из числа присяжных поверенных (ст. 355).

Составители уставов стремились к тому, чтобы в сословие вступали только лица, представляющие «верные ручательства знания, нравственности и честности убеждений» (Журн. соед. дпт., 1862 г.). Поэтому, не ограничиваясь установлением формальных условий, они предоставили советам присяжных поверенных полную свободу отказывать в приёме по своему усмотрению даже таким просителям, которые удовлетворяют требованиям закона (ст. 380). Определения совета о непринятии в сословие, основанные на нравственной оценке личности претендента, не подлежат обжалованию («Общ. собр. касс. деп.», 1874, № 14).

### Адвокатские сообщества (сословия)
Присяжные поверенные каждого округа судебной палаты объединяются в одно целое их общим собранием и советом. Функции общего собрания:
- определение числа членов совета в указанных законом пределах (от 5 до 15; ст. 361 учр.);
- избрание председателя, товарища председателя и членов совета (ст. З59 и след.; выборы производятся тайным голосованием);
- рассмотрение отчёта совета за минувший судебный год;
- обсуждение любых вопросов внутренней жизни сословия, относительно которых совету необходимо иметь его указания.

К компетенции совета Присяжных поверенных законом отнесены: «рассмотрение прошений лиц, желающих приписаться к числу присяжных поверенных или выйти из этого звания, и сообщение судебной палаты о приписке их или отказ им в этом; рассмотрение жалоб на действия присяжн. поверенных и наблюдение за точным исполнением ими законов, установленных правил и всех принимаемых ими на себя обязанностей сообразно с пользой их доверителей; выдача присяжными поверенным свидетельств, что они не подвергались осуждению совета; назначение поверенных по очереди для безвозмездного хождения по делам лиц, пользующихся на суде правом бедности; назначение по очереди присяжн. для ходатайства по делам лиц, обратившихся в совет с просьбой о назначении им таковых; определение количества вознаграждения присяжн. по таксе в случае несогласия по сему предмету между ним и тяжущимся и когда не заключено между ними письменного условия; распределение между присяжн. поверенными процентного сбора; определение взысканий с присяжн. поверенных, как по собственному усмотрению совета, так и по жалобам, поступающим в совет».

### Надзор за адвокатами
Составители судебных уставов желали установить такой надзор за присяжными поверенными, «который, не лишая их необходимой для защиты их доверителей самостоятельности, вместе с тем способствовал бы скорому и действительному ограждению частных лиц от стеснений поверенных, служил бы средством к водворению и поддержанию между ними чувства правды, чести и сознания нравственной ответственности перед правительством и обществом» («Журн. соед. дпт.», 1862 г.). Надзор этот предоставлен совету, которому дано право привлекать присяжных поверенных к дисциплинарной ответственности и подвергать дисциплинарным наказаниям (предостережение, выговор, запрещение практики на срок не свыше одного года и исключение из сословия).
На все постановления совета, кроме тех, которыми прияжн. поверенный подвергается предостережению и выговору, допускается жалоба в судебную палату (ст. 376), определения которой постановляются в дисциплинарном порядке и считаются окончательными. Кассационные жалобы на эти определения с 1885 г. не принимаются сенатом. Дисциплинарные приговоры совета, как обвинительные, так и оправдательные, сообщаются прокурору палаты, который может опротестовать их перед палатой (ст. 370, 376). Ожидания законодателя вполне оправдались: советы не проявили стремления, как опасались некоторые, потворствовать поступкам членов сословия; нередко налагаемые ими кары смягчались даже судебными палатами, как слишком суровые. В городах постоянного пребывания окружных судов, где имеется не менее 10 прияжн. поверенных, последние могут с разрешения состоящего при местной судебной палате совета присяжных поверенных учредить из среды своей отделение совета при окружном суде «с теми из принадлежащих совету правами, которые будут им самим определены» (ст. 366). При действии этих правил успели образоваться советы прияжн. поверенных в округах с.-петербургской, московской и харьковской судебных палат; дальнейшее учреждение их приостановлено законом 5 декабря 1874 г. Таким образом, включённое первоначально в судебные уставы в виде исключения постановление: «где нет совета прияжн. поверенных или отделения оного, там права и обязанности его принадлежат местному окружному суду» (ст. 378 учр.) — стало общим правилом для большинства местностей империи.
«Шаг этот, — замечает профессор И. Я. Фойницкий, — весьма прискорбный, ибо для суда, своими занятиями обремененного, надзор за прияжными поверенными и охранение достоинства института гораздо труднее, чем для членов совета, из среды самих прияжн. избранных, свою честь и достоинство при этом ограждающих. В то же время он в корне нарушает независимость адвокатуры и задерживает её последовательное естественное развитие».
Мнение это подтверждается статистическими данными, собранными комиссией «для пересмотра законоположений по судебной части». За пятилетие 1891—1895 гг. в округах, где учреждены советы, приходилось средним числом в год 288 дисциплинарных дел на 915 прияжн. поверенных, а в остальных семи округах (Киевском, Одесском, Казанском, Саратовском, Виленском, Тифлисском и Варшавском) — средним числом в год 197 дел на 1119 поверенных. Это громадное различие в числе возбуждаемых дисциплинарных дел может быть объяснено только большей строгостью требований, предъявляемых советами к прияжным поверенным, сравнительно с окружными судами. 11 октября 1889 г. временно приостановлено открытие отделений советов при окружных судах.

### Религиозные ограничения в адвокатской практике
Постановлением от 8 ноября 1889 года фактически закрыт доступ в сословие присяжных поверенных лицам не христианских вероисповеданий.

### Права и обязанности адвокатов
Важнейшее право, предоставленное присяжным поверенным судебными уставами 1864 г., заключается в том, что в городах, где имеет жительство достаточное число присяжных поверенных, тяжущиеся могут давать доверенности на хождение по тяжебным их делам в судах того города только лицам, принадлежащим к числу сих поверенных (ст. 387). Какое именно число признаётся достаточным для каждого города — это определяется в особой табели, вносимой министром юстиции, к представлениям судебных палат, через Государственный совет на высочайшее утверждение императором России (ст. 388). Впрочем, до конца XIX века подобная табель не была издана, несмотря на неоднократные ходатайства судов и советов присяжных поверенных.

#### Оплата услуг адвокатов
Присяжные поверенные имеют право заключать с клиентами письменные условия о гонораре за ведение дела (ст. 395); если условие не заключено, вознаграждение определяется по таксе (прил. VI к учр. суд. уст.). Согласно ст. 396 такса устанавливается на каждые три года министром юстиции по представлениям судебных палат и советов присяжных поверенных; но требование это не вполне исполнялось, и первая такса, установленная в 1868 г., существовала по крайней мере до начала 1900-х годов. Такса установлена только для гражданских дел. Из вознаграждения, получаемого присяжными поверенными, должен быть удерживаем (со следующей им по таксе суммы) известный процент для составления общей по всей России суммы на вознаграждение присяжными поверенных, назначаемых председателями судебных мест для защиты подсудимых (ст. 398).

#### Запрет на совмещение профессий и занятий
Присяжные поверенные не могут принимать занятий, несовместимых с их званием. По разъяснению Сената, несовместимыми со званием присяжного поверенного признаются, между прочим, должности члена земской управы (об. с. 1881, № 26), нотариуса (об. с. 1880, № 29), кандидата на судебные должности и почётного мирового судьи (цирк. соед. пр. 19 января 1880 г.). Относительно частных занятий практика советов установила несовместимость со званием присяжного поверенного занятий предосудительных или таких, которые, по существующему в обществе мнению, роняют достоинство корпорации.
Присяжные поверенные обязаны принимать дела, назначаемые им советом или судом (ст. 390).

#### Прочие запреты
Присяжным поверенным воспрещается:
- покупать или каким-нибудь другим способом приобретать права своих доверителей по тяжбам;
- вести дела в качестве поверенного против своих родителей, жены, детей, родных братьев, сестёр, дядей и двоюродных братьев и сестёр;
- быть поверенным обоих тяжущихся или переходить от одной стороны к другой в одном и том же процессе;
- оглашать тайны своего доверителя.

Практика весьма расширила область недозволенного для присяжн. поверенных (забегание к судьям с заднего крыльца, предъявление подозрительных доказательств, совет подсудимому отказаться от сделанного им признания и вообще всякие действия, направленные к введению суда в заблуждение или совершённые в обход закона, а также всякие попытки приумножения практики открытием адвокатских контор, рекламой и пр.).

### Помощники адвокатов
Учреждение судебных установлений, предоставив лицам, занимающимся в течение 5 лет «судебной практикой под руководством присяжн. поверенных в качестве их помощников», право на получение звания присяжных поверенных (ст. 354), не установило никаких правил о порядке и условиях вступления в помощники, о правах и обязанностях их, о контроле над ними; об их ответственности. Пробел этот мог быть восполнен советами присяжных поверенных только отчасти.
Положение помощников и в конце XIX века далеко не нормально. Закон от 25 мая 1874 г., уравнявший помощников с частными поверенными (см. ниже) и предоставивший им право вести самостоятельно дела, в действительности освободил наших «стажиеров» от требуемой судебными уставами подготовки к адвокатской профессии. Дисциплинарный надзор за ними недостаточен. Попытки советов прияжн. поверенных подчинить помощников своему надзору встречали противодействие со стороны судебных палат. Ходатайства СПб. совета прияжн. поверенных о легализации положения помощников остались без последствий.
В некоторых местах помощники собственным почином организовались в сословие на началах, однородных с сословием присяжных поверенных, с выборным учреждением во главе (комиссия), надзирающим за деятельностью членов сословия. В С.-Петербурге помощники делятся на 4 группы (I-я имени Буцковского, II-я имени Спасовича и III-я имени Пассовера); во главе каждой из них стоят руководители, избираемые советом и комиссией из опытнейших и наиболее сведущих присяжных поверенных; в заседаниях группы прочитываются и обсуждаются рефераты по различным юридическим вопросам. При СПб. столичном мировом съезде состоит консультация помощников прияжн. поверенных, где бедным даются юридические наставления бесплатно.

### Частные поверенные
Составители уставов, решив в принципе, что адвокатура должна быть одна, и именно присяжная, нашли себя, однако, вынужденными оставить на время ходатаев старого типа, пока «число присяжных поверенных не будет достаточным». Скоро признано было необходимым регламентировать и эту частную адвокатуру. Закон от 25 мая 1874 г. имел в виду ограждение населения от не подлежащих никакому контролю ходатаев; он ограничил круг лиц, имеющих право заниматься адвокатурой.
Вести чужие дела (гражданские), кроме присяжных поверенных, могут только лица, получившие в установленном порядке особые свидетельства от судебных мест, — так называемые «частные поверенные» (4061, 4062 уч. суд. уст.). Судебное место имеет право удостовериться в надлежащих познаниях желающего получить свидетельство на хождение по делам. Правило это не распространяется:
- 1) на лиц, получивших уже свидетельства от другого, равного или высшего суда,
- 2) на лиц, имеющих аттестаты университетов или других высших учебных заведений об окончании курса юридических наук (4066).

Суд может отказать просителю, «хотя бы он соответствовал всем требуемым законом формальным условиям» (ст. 4067). Свидетельства обложены особым сбором в размере 40 руб. в год, если они выдаются мировым съездом, и 75 руб., если их выдаёт окружной суд или палата.
Дисциплинарная власть над частными поверенными принадлежит тем судам, при которых они состоят. Наказания могут быть следующие:
- предостережение,
- выговор,
- запрещение практики
- исключение из числа поверенных.

Независимо от этого министру юстиции предоставлено право устранять от ходатайства по судебным делам лиц, которых он признает недостойными звания поверенного. Частные поверенные никаких сословных учреждений не имеют. Таким образом, организация института частных поверенных не гарантирует в достаточной степени ни юридических познаний, ни нравственных качеств, ни независимости этой категории адвокатов.
Идея единой адвокатуры, вербующей своих членов из лучших элементов общества, «сплочённой, — по выражению одного писателя, — тройной связью обычаев и преданий, самоуправления и нравственной солидарности», сильно пострадала с изданием закона 26 мая 1874 г., закрепившего на неопределённое время ведение дел за частными поверенными.

### Комиссия 1894 года
Действующие постановления о поверенных подвергались многократно пересмотру в различных комиссиях. II отдел комиссии, учреждённой в 1894 г. для пересмотра законоположений по судебной части, был выработан проект постановлений «о поверенных по судебным делам», который открывал доступ в сословие присяжных поверенных профессорам и преподавателям юридических наук в высших учебных заведениях, а также должностным лицам «административных ведомств, обязанности коих состоят в ведении и защите в судебных установлениях дел, сопряженных с интересами означенных ведомств»; лица эти могут, впрочем, заниматься адвокатурой «не иначе, как с разрешения их начальства».
Предполагалось учредить советы во всех тех округах, где число присяжных поверенных достигает 60, если при этом в том городе, где находится палата, имеют место жительства не менее 20 присяжных поверенных; деятельность советов, однако, «подчиняется бдительному надзору судебной палаты». Предполагается, затем, установить комплект и связанную с ним монополию для присяжн. поверенных ведения дел в общих судебных учреждениях. Условия о вознаграждении, заключаемые присяжн. поверенными с доверителями, подвергаются проектом некоторой регламентации. Так, по уголовным делам воспрещается прияжн. поверенным определять различную меру вознаграждения в зависимости от того, какой приговор последует по делу. Затем, если совет присяжн. поверенных признает, что условленное в договоре вознаграждение прияжн. поверенному представляется чрезмерным «по несоответствию его ни особым знаниям и опытности присяжн. поверенного, ни сложности и важности дела, то может уменьшить его до размера, определенного таксой». Требуемая ст. 354-й учр. суд. уст. пятилетняя практическая подготовка заменяется трёхгодичной; нехристиане принимаются в размере, не превышающем 10 % общего числа присяжн. поверенных при каждом окружном суде. В первый год подготовки помощники ведут только дела, подсудные участковым судьям (и во второй инстанции), при этом не иначе, как по передоверию и за имущественной ответственностью их патронов; по истечении этого срока они могут получить от совета, если будут признаны достаточно подготовленными, свидетельства на ведение дел. Если совет признает помощника недостаточно подготовленным, то назначает ему срок, когда он может снова войти в совет с таким прошением, но в общей сложности помощник присяжн. поверенного не может оставаться в этом звании более шести лет. Помощники, не принятые в присяжн. поверенные в течение означенного срока, отчисляются советом. Правило это не распространяется на тех помощников из нехристиан, «единственную причину непринятия коих в прияжн. поверенные будет составлять нахождение уже в округе окружного суда 10 % присяжн. поверенных нехристианского исповедания». Помощники, получившие от совета упомянутое свидетельство, получают право вести дела самостоятельно у участковых судей, а по передоверию и за имущественной ответственностью патронов — также в окружных судах и судебных палатах. Надзор за помощниками и дисциплинарная власть принадлежит совету присяжных поверенных и судебным установлениям. При каждом присяжном поверенном может состоять не более трёх помощников.

## Адвокатура в СССР
Жизнедеятельность советской адвокатуры была регламентирована Положениями, принятие которых относилось к компетенции союзных республик (в РСФСР действовало «Положение об адвокатуре», утверждённое 25 июля 1962; см. «Ведомости Верховного Совета РСФСР», 1962, № 29, стр. 450).
В республиках, областях, краях, а также в Москве и Ленинграде имелись коллегии адвокатов; в районах и городах действовали юридические консультации, объединявших адвокатов данного района (города).
Адвокат, являющийся членом коллегии определённого уровня (республиканской, областной и т. д.), мог выступать во всех судебных органах СССР.
Высший орган коллегии адвокатов — общее собрание или конференция, которые устанавливали численный состав коллегии, для практической работы между собраниями избирался Президиум, который организовывал собственно сами юридические консультации, назначал их заведующих, распределял адвокатов по консультациям и проч.
Государственное руководство деятельностью адвокатуры осуществляли Советы Министров союзных республик, либо юридические комиссии при Советах Министров союзной республики, либо исполкомы областных (краевых) Советов депутатов трудящихся или Советы Министров АССР.

### Требования к адвокату
Адвокатом мог быть гражданин СССР, имеющий высшее юридическое образование и стаж работы по юридической специальности не менее 2 лет. С разрешения Советов Министров АССР или исполкомов областных (краевых) Советов депутатов трудящихся в коллегию адвокатов могли приниматься граждане, не имеющие высшего юридического образования, при условии, что стаж их юридической работы составляет не менее 5 лет.
Адвокат был не вправе отказаться от принятой на себя защиты, не имел права разглашать сведения, сообщённые ему клиентом (адвокатская тайна).
В ряде случаев законодательством было установлено обязательное участие адвоката в процессе (например, по всем делам о преступлениях несовершеннолетних).

### Момент вступления адвоката в процесс защиты
В СССР адвокат мог участвовать в качестве защитника с момента предъявления обвинения по делам о преступлениях несовершеннолетних или лиц, которые в силу своих физических или психических недостатков не могут сами осуществлять своё право на защиту; во всех остальных случаях — только с момента объявления обвиняемому об окончании предварительного следствия.

### 1917-1930
После прихода к власти большевиков Декретом о суде № 1 от 24 ноября (7 декабря) 1917 г. для занятия адвокатской деятельностью допускались "все неопороченные граждане обоего пола".
В 1918 г. группа бывших помощников присяжных поверенных организовала в Москве кооперативную юридическую консультацию. Декрет о суде № 2 от 7 марта 1918 г. предусмотрел создание коллегий правозаступников, члены которых избирались и отзывались местными Советами, выступая за плату, и как общественные обвинители, и как общественные защитники. Положением о народном суде от 30 ноября 1918 г. при губернских исполкомах были учреждены коллегии защитников, обвинителей и представителей сторон в гражданском процессе. Члены данных коллегий избирались этими исполкомами и считались должностными лицами, получая фиксированную заработную плату. Декрет о суде № 2 и Положение о народном суде 1918 г. превратили профессионального защитника в государственного служащего. Положение о народном суде РСФСР от 21 октября 1920 г. упразднило должностную адвокатуру, и осуществление защиты рассматривалось как общественная повинность всех граждан, способных выполнять эту обязанность. С этого времени в качестве защитников допускались представители советских учреждений, близкие родственники и другие лица. Списки защитников составляли суды, отделы юстиции и общественные организации, а утверждались исполкомами местных Советов.(Качалов В.И., Качалова О.В., Егорова Е.В., 2007)
Положение об адвокатуре 26 мая 1922 г. предусмотрело создание коллегий защитников при губернских отделах юстиции, а сама адвокатура рассматривалась как общественная организация. Члены коллегии подбирались губернскими отделами юстиции и утверждались губернскими исполкомами. В коллегиях избирался президиум для осуществления текущего руководства деятельностью. Параллельно с коллегиями допускалось существование частной адвокатской практики. В то же время в 1920-х гг. дискутировался вопрос о создании коллегии военных защитников (адвокатов) для участия их по делам, отнесенным к компетенции органов военной юстиции.

#### 1930—1955 года
В 1932 г. было принято Положение о коллективах членов коллегии защитников, которое ликвидировало институт частной адвокатской практики и в районах и городах были образованы коллективы защитников как прообразы современных юридических консультаций. В литературе того времени отмечался негативный аспект отмены частной адвокатской практики.
В 1939 г. было принято Положение об адвокатуре СССР, которое предусмотрело единую организацию адвокатуры во всех союзных республиках. Всю работу адвокаты вели в юридических консультациях, органами управления коллегии являлись общее собрание адвокатов, президиум коллегии адвокатов и ревизионная комиссия. Общее руководство коллегиями адвокатов возлагалось на союзно-республиканский Наркомат юстиции СССР и его местные органы. Адвокатской практикой могли заниматься только члены коллегий адвокатов, а лица, не являвшиеся членами коллегий адвокатов, допускались к этой деятельности лишь с разрешения Наркомюста союзной республики.

#### 1950-1990
В 1960 г. был принят Уголовно-процессуальный кодекс РСФСР, дающий определения Защитника и порядок участия защитников в процессе (Глава Третья. УЧАСТНИКИ ПРОЦЕССА, ИХ ПРАВА И ОБЯЗАННОСТИ).
Статья 47. "Участие защитника в уголовном судопроизводстве", устанавливала, что Защитник допускается к участию в деле с момента объявления обвиняемому об окончании предварительного следствия и предъявления  обвиняемому  для ознакомления всего производства по делу. В то же время, по  делам  о преступлениях несовершеннолетних, а также лиц, которые  в  силу  своих физических или психических недостатков не  могут   сами   осуществлять   своё   право  на  защиту, защитник
допускался к участию в деле с момента предъявления обвинения. Кроме того, по  делам,  по  которым  не  производилось предварительного следствия, защитник  допускается  с момента предания обвиняемого суду.
В  качестве  защитника  допускался широкий круг лиц: адвокаты, представители профессиональных союзов и других общественных организаций. По  определению  суда  или  постановлению  судьи в качестве защитников  могут  быть  допущены близкие родственники и законные представители обвиняемого, а также другие лица.
В 1962 г. в РСФСР было принято Положение об адвокатуре РСФСР, которое установило, что коллегии адвокатов являются добровольными объединениями лиц, занимающихся адвокатской практикой.
В 1979 г. был принят Закон СССР "Об адвокатуре СССР", а в пределах каждой союзной республики действовало своё положение об адвокатуре. На основе этого Закона СССР Законом РСФСР от 20 ноября 1980 г. было утверждено Положе- ние об адвокатуре РСФСР, которое практически дублировало положения Закона СССР и Положение об адвокатуре РСФСР 1962 г.
В каждой области либо крае действовала своя коллегия адвокатов, а на местах (в районах и городах) — юридические консультации. Партийные органы (обкомы и крайкомы КПСС) через органы юстиции по существу жёстко регулировали деятельность адвокатуры.

##### Гражданские дела
Роль адвоката в гражданском процессе была весьма велика. Как правило, в случае тяжбы между гражданами искусство адвоката могло (и оказывалось) решающим.

### Оплата услуг адвоката
Оплата услуг (такса) адвокатам в СССР была низка, что подразумевало общедоступность услуг адвоката всем слоям населения. Благодаря широкой сети юридических консультаций, право граждан на юридическую помощь (за исключением политических дел) было реализовано на достаточно высоком уровне, хотя и ограничивалось искусственным сдерживанием численности адвокатуры.
Кроме того, бесплатно велись следующие дела:
- трудовые дела (трудовые споры)
- о взыскании алиментов
- составление различных заявлений инвалидам 1-й и 2-й групп, военнослужащим срочной службы и др.
- устные справки.

### Частная адвокатура
В СССР и в других социалистических странах институт частной адвокатуры отсутствовал.

## После распада СССР
С развалом Советского Союза корпоративные связи адвокатуры заметно ослабли. Перед адвокатским сообществом в тот переходный период стояла важнейшая задача – добиться принятия нового закона об адвокатуре. Его проект почти семь лет находился в Государственной Думе Российской Федерации. 
26 апреля 2002 г. Президент Российской Федерации подписал Федеральный закон «Об адвокатской деятельности и адвокатуре в Российской Федерации». С его принятием адвокатское сообщество стало единой независимой общенациональной профессиональной корпорацией, действующей на основах самоуправления и являющейся важнейшим институтом гражданского общества. 

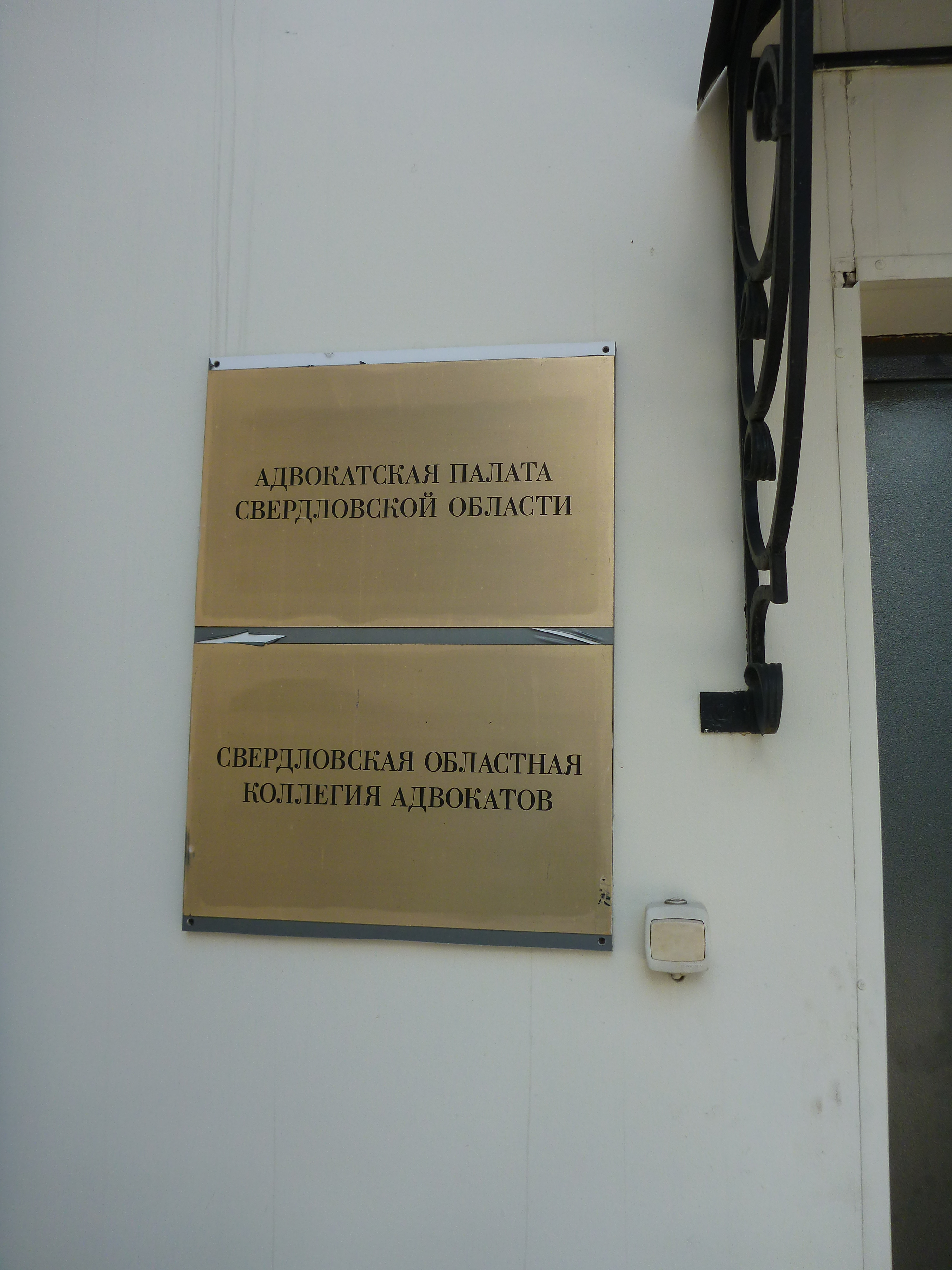
Вход в Адвокатскую палату Свердловской области. Фото 2020 года

В 2003 г. был проведён I Всероссийский съезд адвокатов, учреждена Федеральная палата адвокатов РФ, избраны её органы, принят Устав и Кодекс профессиональной этики. С этого момента началась новая эпоха развития российской адвокатуры как неотъемлемой части гражданско-правового общества. 
Оплата труда адвокатов по назначению в уголовном процессе (по ст. 51 УПК РФ) остаётся низкой, к тому же имеют место задержки с перечислением средств. Например, к концу 2016 года МВД России задолжало российским адвокатам за работу по назначению около 700 млн руб. — эти деньги были выплачены лишь в апреле 2017 года. Базовая ставка за работу адвоката по назначению остаётся низкой — 550 руб. в день (на 2017 год) (менее 10 долларов США). В России существует такое явление, как "карманные адвокаты", действующие вопреки интересам подозреваемых и обвиняемых. Вступая в сделку со следствием, они фактически не защищают интересы своих подзащитных по уголовным делам, ограничиваясь молчаливым присутствием в судебном заседании. Например, адвокат арестованной за государственную измену многодетной матери Светланы Давыдовой Андрей Стебенев не стал обжаловать её арест, объяснив СМИ, что «все эти заседания и шумиха в прессе — лишняя психологическая травма для её детей». Более того, Стебенев заявил СМИ, что Давыдова виновна во вменяемом ей преступлении. Давыдова была признана невиновной, а Стебенев лишён адвокатского статуса. Адвокат осужденной (и позднее оправданной) за репост сотрудницы детского сада Евгении Чудновец, Николай Костоус, также молчал на процессе, не пытаясь спорить с государственным обвинителем.
Одной из проблем адвокатской практики в современной РФ стало появление т.н. «карманных адвокатов» - не защищающих обвиняемого, а действующих в ущерб ему. Для этого, например, составляются «чёрные списки» активных адвокатов, и когда у подзащитного нет денег - ему дают адвоката по назначению, который не числится в «чёрном списке».